# مدیریت آموزشی
مدیریت آموزشی (Educational management ) مجموعه‌ای منسجم از دانش حاصل از کاربرد  روش علمی به منظور توصیف خصوصیات و تبیین عناصر سازمانی و روابط فی‌مابین آن‌ها در سازمان‌های آموزشی است. در این تعریف، عناصر سازمانی؛ متشکل از چهار سیستم بنیادی می‌باشند: الف-سیستم رفتاری (فرد، گروه، سازمان غیررسمی و…) ب- سیستم ساختاری (ساختار سازمانی، اهداف رسمی، مقررات، سازمان رسمی و…) ج- سیستم تکنولوژیک (فرایندها و روش‌های تولید ستاندها، تجهیزات و…) د- سیستم محیطی (مشتریان و ارباب رجوع، رقبا، جامعه، دولت، تأمین کنندگان منابع و…). کارکردهای مدیریت آموزشی؛ شامل برنامه‌ریزی، سازماندهی، رهبری و کنترل در سازمان‌های آموزشی است. هدف مدیریت آموزشی؛ بهبود اثربخشی، بهره‌وری و کیفیت در سازمان‌های آموزشی است. منظور از سازمان آموزشی؛ سازمانی است که به ارائه خدمات آموزشی می‌پردازد.

## تقسیم سازمان‌ها
سازمان‌های آموزشی به دو دسته کلی تقسیم می‌شوند: الف - سازمان‌های آموزشی صفی: این سازمان‌ها به‌ طور مستقیم به ارائه خدمات آموزشی می‌پردازند، مثل: مراکز آموزش ضمن خدمت کارکنان، مراکز سوادآموزی، مراکز آموزش و ترویج کشاورزی، دبیرستانها، آموزشگاه‌هاو موسسات آموزش عالی. ب- سازمان‌های آموزشی ستادی: این سازمان‌ها با پشتیبانی از سازمان‌های آموزشی صفی، امکان ارائه خدمات آموزشی را میسر می‌سازند و بر آن‌ها نظارت دارند، مثل: ادارات آموزش و پرورش، وزارتخانه آموزش و پرورش، وزارت علوم، تحقیقات و فناوری، مراکز ستادی آموزش کارکنان، ادارات سواد آموزی و آموزش بزرگسالان، سازمان مرکزی دانشگاه. مهم‌ترین زمینه‌های مطالعاتی دانش مدیریت آموزشی سه بخش عمده را دربر می‌گیرد(۱)، (۲):
- مدیریت آموزش عمومی
- مدیریت آموزش کارکنان
- مدیریت آموزش عالی.

رشته مدیریت آموزشی در دانشگاه‌های معتبر جهان در مقطع دکتری در سه گرایش ارائه می‌شود.
- آموزش و بهسازی منابع انسانی
- سیاستگذاری آموزشی
- رهبری آموزشی.

## تاریخچه رشته مدیریت آموزشی
دانشگاه میشیگان نخستین دانشگاهی بود که در سال ۱۸۸۱ رشته مدیریت آموزشی در آن تأسیس شد. در این دانشگاه ویلیام هارولد پین(William H. Payne) دوره‌های مدیریت آموزشی را برای مدیران طراحی و اجرا نمود. اولین دوره دکتری مدیریت آموزشی نیز در سال ۱۹۰۵، توسط دانشگاه کلمبیا برگزار گردید و هشت نفر در این رشته درجه دکتری مدیریت آموزشی دریافت کردند که دو نفر از آنها، الوود کابرلی (Ellwood Patterson Cubberley) و جورج استرایر (George Drayton Strayer)، به ترتیب در دانشگاه استنفورد و دانشگاه کلمبیا مشغول به کار شدند و در توسعه آموزش رشته مدیریت آموزشی، خدمات ارزشمندی ارائه نمودند(۵).

## مشهورترین اندیشمندان رشته مدیریت آموزشی
- ویلیام هارولد پین (William Harold pyne): او در سال ۱۸۷۵ برای اولین بار مدیریت در سازمان‌های آموزشی را مورد بررسی قرارداد. از دیدگاه او علوم اجتماعی، زمینه مناسبی برای مطالعه مدیریت آموزشی است.
- جان فرانکلین بابیت (John Franklin Bobbitt): بابیت مفاهیم و اصول مدیریت علمی را در سازمان‌های آموزشی تبیین کرد. او از متفکران آیین کارایی در سیستم‌های آموزشی است و بر این اساس، یک مدل پنج مرحله‌ای در برنامه‌ریزی آموزش، پیشنهاد نمود.
- جس هومر نیولان (Jesse Homer Newlon): نیولان در سال ۱۹۳۴ اولین مدل نظری مدیریت آموزشی را با نام مدیریت آموزشی به عنوان خط مشی اجتماعی(Social Policy)ارائه نمود. او برای اولین بار مبانی علمی مدیریت آموزشی را تشریح نموده‌است.
- دانیل ادوارد گریفیتث (Daniel Edward Griffith): او با تألیف کتاب تئوری اداری، پیشگام جنبش تئوری در مدیریت آموزشی است. گریفیتث معتقد بود تحقیق در مدیریت آموزشی باید مبتنی بر تئوری و در جهت ایجاد تئوری باشد، او تئوری تصمیم‌گیری در سازمان‌های آموزشی را طرح نمود.
- دونالد ویلاور (Donald John Willower): فعالیت‌های علمی ویلاور بیشتر بر روش‌های کنترل در سازمان‌های آموزشی و روش‌شناسی علمی و روش تحقیق در مدیریت آموزشی متمرکز بوده‌است.
- کارل ویک (Karl Edward Weick): ویک تئوری پیوند سست(Loosely Coupled)در سازمان‌های آموزشی را مطرح نمود. او در این تئوری، رابطه ضعیف نظارت بوروکراتیک با فعالیت‌های آموزشی کارکنان آموزشی را مورد بررسی قرار داده‌است.
- جاکوب گتزلز (Jacob Warren Getzels): گتزلز با همکاری گیوبا (Egon G. Guba)، مهم‌ترین تئوری در زمینه تبیین رفتار در سازمان‌های آموزشی را ارائه داد. او در این تئوری، سازمان‌های آموزشی را به عنوان سیستم اجتماعی(Social system)در نظر گرفته‌است.
- اندرو ویلیامز هالپین (Andrew Williams Halpin): هالپین در سال ۱۹۶۳ با همکاری دونالد کرافت (Donald B. Craft) مفهوم جو سازمانی(Organizational climate) را مطرح نمودند و پرسشنامه توصیف جو سازمانی (OCDQ) را به‌منظور اندازه‌گیری جو سازمانی مراکز آموزشی طراحی کردند. Halpin و Croft از نخستین محققانی هستند به که بررسی و آزمایش در خصوص جو سازمانی پرداخته اند و پژوهش آنها از مهمترین مطالعات در این خصوص است.[۱]
- ویلیام ردین (William James Reddin): ردین، نظریه‌پرداز تئوری مفهوم سه بعدی سبک مدیریت (The 3-D Management Style Theory) برای نخستین بار، بعد اثر بخشی را به ابعاد وظیفه مداری و رابطه مداری افزود. منظور او از بعد اثربخشی، اشاره به عوامل موقعیتی در تعیین سبک مدیریت است. ردین از پیشگامان نظریه اقتضای در مدیریت است. از دیدگاه او، در سازمان‌های آموزشی، بسته به موقعیت، سبک‌های گوناگون مدیریت می‌توانند اثر بخش یا غیر اثربخش باشند اثربخشی سبک رهبر ی وابسته به تناسب آن با عوامل موقعیتی است. او به منظور تشخیص سبک مدیریت، آزمون تشخیص سبک مدیریت(MSDT)را طراحی نمود.
- ماتیو مایلز (Matthew Bailey Miles): مایلز نظریه‌پرداز سلامت سازمانی(Organizational Health)در سازمان‌های آموزشی است. او در سال ۱۹۶۹ضمن تبیین مفهوم سلامت سازمانی، پرسشنامه توصیف سلامت سازمانی (OHDQ) را طراحی نمود. از دیدگاه مایلز، سلامت سازمانی به دوام و بقای سازمان در محیط خود و سازگاری با آن و ارتقاء و گسترش توانایی خود برای سازش بیشتر، اشاره دارد.
- جان همفیل (John Knox Hemphill): همفیل، مفهوم رهبری در سازمان‌های آموزشی را تبیین کرد و با همکاری هالپین، پرسشنامه توصیف رفتار رهبری (LBDQ) را طراحی نمود.
- توماس گرینفیلد (Thomas Barr Greenfield): گرینفیلد دیدگاه پدیدارشناسی و تفسیری را در مدیریت آموزشی مطرح نموده‌است.
- توماس سرجیوانی (Thomas Joseph Sergiovanni): سرجیوانی مدیریت آموزشی را از منظر اخلاق و قدرت مورد تحلیل قرارداده‌است.
- وین هوی (Wayne Kolter Hoy): او از جمله دانشمندان معاصر مدیریت آموزشی است. هوی با همکاری سسیل میسکل (Cecil G. Miskel) ضمن تلاش در جهت توسعه تئوری سیستم‌های اجتماعی در سازمان‌های آموزشی، مدیریت آموزشی را به عنوان یک علم تجربی (Science) مورد توجه قرار داده‌است.
- ژوزف مورفی.(Joseph Murphy): مورفی از دانشمندان معاصر مدیریت آموزشی است او ضمن بررسی مبانی علمی مدیریت آموزشی، از دیدگاه پست مدرنیسم، مدیریت آموزشی را مورد بررسی قرارداده‌است.
- ریچارد بیتس(Richard Joshua Bates): بیتس از نظریه پردازان تئوری انتقادی در مدیریت آموزشی است. او معتقد است مفهوم عدالت اجتماعی (Social justice) باید محور عمل مدیریت آموزشی قرار گیرد و به عنوان معیاری مهم در سیاستگذاری آموزشی به آن توجه شود. او مدیریت آموزشی را به عنوان عمل فرهنگی در نظر گرفته‌است.
- بیلی بلر(Billie Goode Blair): خانم بلر، در مورد نظریه آشوب (Chaos) در مدیریت آموزشی به تحقیق پرداخته‌است، او معتقد است نظریه آشوب می‌تواند بسیاری از پدیده‌های مبهم و نامنظم در سازمان‌های آموزشی را تبیین کند.
- یوجین سامیر(Eugenie Angele Samier): خانم سامیر، از دانشجویان هادکینسون و گرینفیلد بوده‌است و تز دکتری خود را در خصوص تأثیر نظریه وبر در سازمان‌های آموزشی نوشته‌است. ایشان در چندین جلد کتاب در باب ابعاد سیاسی، اجتماعی و زیبایی شناختی مدیریت آموزشی به عنوان ادیتور نقش آفرینی نموده‌اند و در حال حاضر بر رویکرد اسلام و تأثیر ان برمدیریت با تأکید بر سازمان‌های آموزشی متمرکز هستند.
- دیوید منسفیلد (David Mansfield): منسفیلد، از نظریه پردازان تئوری پیچیدگی (Complexity Theory)در رهبری آموزشی است. از دیدگاه وی، سازمان‌های آموزشی سازمان‌هایی خودسازمان دهنده، پیچیده و غیر خطی هستند بنابراین، سبک مدیریت و رهبری در این سازمان‌ها نیز باید مبتنی بر این ویژگی‌ها باشد.
- کالین ویلیام ایورس (Colin William Evers): ایورس از فلاسفه مشهور و معاصر مدیریت آموزشی است. او مدیریت آموزشی را از منظر فلسفی مورد بررسی قرار داده و مفاهیمی همچون ارزش، اخلاق و ماهیت تئوری علمی در مدیریت آموزشی را تبیین نموده‌است.
- جو فریس (Joe Fris): فریس، از دیدگاه پارادایم کوانتومی (Quantum Paradigm)، مدیریت آموزشی را مورد تحلیل قرار داده، او بر مبنای پارادایم کوانتومی، استراتژی‌های رهبری اثربخش در سازمان‌های آموزشی، را کشف نموده‌است(۱)، (۲)، (۳).
- پل هوستون (Paul D. Houston): هوستون مفهوم رهبری معناگرا (Spiritual) در سازمان‌های آموزشی را بیان کرده‌است. از دیدگاه او معنویت، تلاش برای یافتن معنا در زندگی است به‌طوری‌که فرد در جستجوی آن، از تمایلات خودخواهانه و محصور شدن در سود و زیان شخصی فاصله می‌گیرد. هوستون ضمن توجه دادن رهبران آموزشی به قدرت و سرمایه معنوی؛ هشت اصل رهبری معنوی – قصد، توجه، تشخیص استعدادها، قدردانی، نگریستن به تجربه به عنوان بخشی از بالندگی انسانی، دیدگاه کل گرا، باز و پذیرا بودن، اعتماد – را مطرح می‌سازد.
- آر. ویلبورن کلاوس(R. Wilburn Clouse): رابرت ویلبورن کلاوس ضمن تشریح ماهیت کارآفرینی در مدیریت آموزشی، تئوری نقش (Role Theory) در سازمان‌های آموزشی را تبیین نموده‌است. طبق این تئوری، هنجارهایی که توسط موقعیت اجتماعی تعیین می‌شود رفتار را تحت تأثیر قرار می‌دهند، انتظارات درونی و بیرونی متأثر از نقش اجتماعی می‌باشند و پاداش و تنبیه اجتماعی برای نفوذ بر رفتار نقش، مورد استفاده قرار می‌گیرد. تئوری نقش به تبیین کار تیمی و بررسی عملکرد یادگیری گروهی می‌پردازد. از این تئوری در سه زمینه در مدیریت آموزشی یعنی برای حل تعارض نقش، برای تحلیل رفتار در سیستم‌های اجتماعی و برای بررسی مبانی روابط بین فردی به کار گرفته شده‌است.
- اسپنسر مکسی (Spencer John Maxcy): مکسی از دیدگاه فلسفه زیبایی‌شناسی (Aesthetic)، به نقد زیبایی شناسانه رهبری آموزشی پرداخته‌است. زیبایی‌شناسی به احساس معنی ایجاد شده از ادراک حسی مرتبط است. در این دیدگاه، موضوعاتی از قبیل اینکه چگونه ایده‌ها و ایده‌آل‌ها ایجاد، بیان و منتقل می‌گردند و بر روابط بین فردی اثر گذارده و محیط سازمانی، آن‌ها را تقویت می‌کند و اینکه در سازمان چگونه مرزها و محدوده‌های اخلاقی ایجاد و گسترش می‌یابد تبیین می‌گردد. نظریات مکسی توسط یوجین سمیر و ریچارد بیتس، توسعه و گسترش یافته‌است.
- ادوارد سالیس (Edward Sallis): سالیس از دانشمندان معاصر مدیریت آموزشی است تحقیقات و نظریات او بر مدیریت کیفیت در سازمان‌های آموزشی متمرکز است. سالیس تلاش نموده بر اساس ویژگی‌های محیط‌های آموزشی، تفسیری نوین از TQM ارائه نماید(۴).

## با نفوذترین نظریه‌پرداز علم مدیریت آموزشی
جاکوب وارن گتزلز (Jacob Warren Getzels) تأثیر گزارترین دانشمند مدیریت آموزشی است. او در سال ۱۹۱۲در بیالیستوک(Bialystok) لهستان متولد شد و در خردسالی به همراه خانواده به آمریکا مهاجرت نمود. گتزلز در سال ۱۹۵۱ دکترای خود را در رشته روابط اجتماعی(Social Relations) از دانشگاه هاروارد دریافت کرد. او در همان سال به عضویت هیئت علمی دانشگاه شیکاگو پیوست و به عنوان استاد برجسته این دانشگاه فعالیت‌های علمی خود را ادامه داد. گتزلز هم در زمینه‌های علمی و هم زمینه‌های اجرایی فعالیت‌های ارزشمندی به انجام رساند و افتخارات بسیاری دریافت کرد از جمله در سال ۱۹۷۸ مدال نیکولاس موری باتلر (Nicholas Murray Butler) را از دانشگاه کلمبیا و در سال ۱۹۸۴ دکترای افتخار از دانشگاه هافسترا (Hofstra University) دریافت نمود. گتزلز پس از بیش از نیم قرن فعالیت علمی در سال ۲۰۰۱ در سن ۸۹ سالگی در هایدپارک(Hyde Park) شیکاگو درگذشت. گتزلز در تثبیت مدیریت آموزشی به عنوان یک رشته علمی و حیطه پژوهشی معتبر نقش بسیار مهمی ایفا نمود. او با همکاری اگون گوبا (Egon G. Guba)، مدل- تئوری سیستم‌های اجتماعی را ارائه نمود.
به‌طور خلاصه، طبق تئوری فوق، سازمان آموزشی یک سیستم اجتماعی است. این سیستم متشکل از دو بعد هنجاری(Nomothetic) و شخصی(Ideographic) است؛ بعد هنجاری از سه عنصر سازمان(Institution)، نقش(Role) و انتظارات(Expectation) و بعد شخصی نیز از سه عنصر فرد (Individual)، شخصیت(Personality) و نیازها-پیش آمادگی ها(Need-Disposition)تشکیل می‌گردد. عناصر این مدل در شکل (۱) نمایش داده می‌شود.
در تئوری سیستم‌های اجتماعی طبق رابطه (B = f(RxP رفتار سازمانی کارکنان، تابعی از نقش و شخصیت است. به عبارت دیگر، در سازمان، رفتار در نتیجه تعامل آمادگی‌ها، انگیزه‌ها و نیازهای شخصی فرد و وظایفی که از نقش و پست سازمانی او انتظار می‌رود، تعیین می‌شود. در این تئوری، اثربخشی، زمانی حاصل می‌گردد که رفتار سازمانی با انتظارات سازمانی همخوانی داشته باشد. هرگاه فرد دارای نیازها و انگیزهای متضادی باشد یا ایفای نقش سازمانی مستلزم برآورده نمودن انتظارات متضادی باشد یا بین ویژگی‌های شخصی و نقش سازمانی فرد تعارض وجود داشته باشد اثربخشی کاهش می‌یابد. در مقابل، تناسب نقش سازمانی با ویژگی‌های شخصی موجب افزایش رضایت فرد می‌گردد.
در تئوری سیستم‌های اجتماعی، سه سبک مدیریت شناسایی شده‌است: الف- سبک هنجار مدار (تأکید بر بعد هنجاری و انتظارات سازمانی)، ب- سبک فرد مدار (تأکید بر بعد شخصی و انگیزها و نیازهای کارکنان)، ج- سبک موقعیتی (تأکید بر بعد هنجاری یا بعد شخصی به تناسب موقعیت و شرایط). نظریه گتزلز و گوبا در ارتقاء علمی رشته مدیریت آموزشی تأثیر بسیار مهمی داشته‌است به‌طوری‌که توسط سایر دانشمندان مدیریت آموزشی مورد توجه قرار گرفته و بسط یافته‌است. مهم‌ترین و تأثیرگذارترین آثار علمی گتزلز در حیطه رشته مدیریت آموزشی به شرح ذیل می‌باشد.
- -Getzels, Jacob W. & Guba , Egon G. (1957). "Social Behavior and the Administrative Process", School Riview, No. 65, pp. 423–441.
- -Getzels, Jacob W. & Thelen , H. A. (1960). "The Classroom as A Unique Social System" , National Society for the Study of Education Yearbook , Part 2 , Vol. 59, Chicago , University of Chicago Press.
- -Getzels, Jacob W. ; Lipham, James M. & Campbell, Roald F. (1968). Educational administration As A Social Process, New York, Harper & Row

## بنیانگذاران رشته مدیریت آموزشی در ایران
محمد علی طوسی: رشته مدیریت آموزشی برای اولین بار در ایران در سال ۱۳۴۶ در دانشسرای عالی تهران تأسیس شد و به تدریج در سایر دانشگاه‌های کشور توسعه یافت. طوسی در بنیان‌گذاری رشته مدیریت آموزشی در ایران نقشی اساسی بر عهده داشته‌اند. محمد علی طوسی در سال ۱۳۱۰ در شهرستان ملایر به دنیا آمد. تحصیلات ابتدایی و متوسطه را در آن شهر و دبیرستان‌های علمیه و دارالفنون تهران به پایان برد. دانشسرای عالی تهران در رشته زبان و ادبیات فارسی، پذیرای او شد و در پایان این دوره، با کسب رتبه اول با استفاده از بورسیه دولتی در سال ۱۳۳۵ جهت ادامه تحصیل به ایالات متحده آمریکا اعزام گردید. وی ابتدا از کالج مرکزی میشیگان در رشته مدیریت موفق به اخذ درجه فوق لیسانس شد و سپس از دانشگاه ایالتی میشیگان، دکترای تخصصی خود را در رشته مدیریت آموزشی دریافت نمود. طوسی، در دوران دانشجویی در خارج از کشور، به دلیل لیاقت و استعداد خویش توانست در سمت معاونت آموزشی و اداری اداره آموزش و پرورش شهر اکوموس ایالت میشیگان، به کار پرداخته و توانایی‌های یک ایرانی را به نمایش گذارد. طوسی در سال ۱۳۴۰ پس از فراغت از تحصیل به کشور بازگشت و در سمت‌های مختلف از جمله عضو هیئت علمی دانشگاه، رئیس دانشگاه، معاون آموزشی سازمان امور اداری و استخدامی کشور، و معاون وزیر در وزارت فرهنگ و آموزش عالی، فعالیت نمود. ایشان در سال‌های ۱۳۴۴ تا ۱۳۴۷ در دفتر مطالعات و طرح و برنامه وزارت آموزش و پرورش همراه با سایر بزرگان، منشأ خدمات بزرگی بودند. ارتباط با این وزارتخانه تا سال‌های پایانی عمر پر برکت ایشان در قالب برگزاری سمینارهای متعددی برای مدیران آموزشی ادامه یافت. طوسی در سال ۱۳۵۸ بازنشسته شد و به امر مشاوره مدیریت پرداخت. ایشان در طی نیم قرن تلاش علمی تا زمان وفات (۱۳۸۵)، همواره در امر تألیف و ترجمه، اهتمام کامل داشتند؛ از وی بیش از ۸۰ اثر علمی در قالب کتاب و مقالات نظری و پژوهشی در زمینه‌های مختلف علوم سازمان و مدیریت، باقی‌مانده‌است که بخشی از این آثار، ترجمه و بخش دیگر به صورت تألیف بوده‌است. نفوذ و تأثیرگذاری آثار علمی طوسی در آثار علمی سایر استادان مدیریت آموزشی و پایان‌نامه‌های دانشجویان این رشته قابل مشاهده است، بگونه‌ای که می‌توان اذعان داشت اکثر استادان و دانشجویان رشته مدیریت آموزشی و مدیران آموزشی به‌طور مستقیم یا غیرمستقیم تحت تأثیر آثار علمی ایشان می‌باشند. برخی از نخستین آثار علمی طوسی در زمینه مدیریت آموزشی، به شرح ذیل است:
- سازمان فرهنگ و رهبری آن، (۱۳۴۲)، مجله تهران مصور.
- مدیریت و رهبری آموزشی، (۱۳۴۶)، اثر کیمبل وایلز، ترجمه محمد علی طوسی، تهران، انتشارات دانشگاه سپاهیان انقلاب.
- پژوهشی در باب نظرات روسا و مدیران کل آموزش و پرورش، (۱۳۴۹)، تهران، وزارت آموزش و پرورش، انستیتو آموزش برنامه‌ریزی و مدیریت.
- سازمان و اداره آموزش و پرورش در ایران و کشورهای مختلف جهان، (۱۳۵۲)، تهران، انتشارات کتاب‌های جیبی.